# Руда (Глобинский район)
Руда (укр. Руда) — село,
Зубаневский сельский совет,
Глобинский район,
Полтавская область,
Украина.
Код КОАТУУ — 5320683203. Население по переписи 2001 года составляло 14 человек.
В списке населенных мест Полтавской губернии 1862 года - Рудовщина, указано на подробной карте Российской Империи и близлежащих заграничных владений 1816 года как хутор Прикудный

## Географическое положение
Село Руда находится в 1,5 км от левого берега реки Хорол,
выше по течению на расстоянии в 4 км расположено село Радаловка,
ниже по течению на расстоянии в 3,5 км расположено село Зубани.
По селу протекает пересыхающий ручей.

## Экономика
- Молочно-товарная ферма.